# محمدحسن محبی
محمدحسن محبی (زادهٔ ۱۵ شهریور ۱۳۳۵) کشتی‌گیر بازنشسته، مربی کشتی آزاد ایرانی است که به عنوان مشاور عالی رئیس فدراسیون کشتی ایران فعالیت می‌کند. محبی سرمربی تیم ملی کشتی آزاد ایران در مسابقات قهرمانی جهان ۲۰۰۲ تهران بود که ایران به قهرمانی این دوره از مسابقات رسید. او برادر محمدحسین محبی دیگر قهرمان کشتی ایرانی است. محبی در مسابقات قهرمانی جهان 1985 بوداپست، در فینال مقابل ویلیام شر آمریکایی شکست خورد و مدال نقره را به دست آورد، اما مقامات تیم ایران مجبورش کردند از سکو کنار برود تا سرود و پرچم ایالات متحده آمریکا مورد توجه قرار نگیرند. هیئت اجرایی فیلا پس از اینکه اقدام محبی را بی احترامی به دیگر مدال آوران دانست، مدال او را از او گرفت. مدال نقره او به رولاند دوزیاک آلمانی رسید. این اقدام برای او صرف ضرر نبود و این این حرکت باعث خشنودی مقامات حاکمیتی وقت شده و جذب او به عنوان مشاور عالی فدراسیون کشتی ایران را رقم زد.
محبی در دوران فعالیت به عنوان کشتی‌گیر ۱۵ سال عضو تیم ملی کشتی آزاد ایران و ۱۰ سال کاپیتان این تیم بود که نایب‌قهرمان مسابقات قهرمانی جهان در سال ۱۹۸۵، برندهٔ مدال طلای بازی‌های آسیایی ۱۹۸۲ و قهرمان پنج دورهٔ مسابقات قهرمانی کشتی آسیا شد. دوران عضویت او در تیم ملی هم‌زمان با جنگ ایران و عراق بود که همین موضوع موجب شد ورزشکاران ایرانی از جمله محبی از شرکت در سه دورهٔ بازی‌های المپیک و پنج دورهٔ قهرمانی جهان خودداری کنند.

## زندگی
محمدحسن محبی در سال ۱۳۳۵ در محلهٔ فیض‌آباد در کرمانشاه به دنیا آمد. محبی یک مدال برنز قهرمانی جهان را در سال ۱۹۹۰ به دست آورد، در مسابقات قهرمانی جهان ۱۹۸۵ بوداپست هم به دیدار فینال رسید و با شکست از ویلیام شر کشتی‌گیر آمریکایی به مدال نقره مسابقات رسید، اما به دستور مسئولین تیم ایران در هنگام برافراشته‌شدن پرچم آمریکا و پخش سرود ملی این کشور مدال خود را به زمین انداخته و از سکو پائین آمد. پس از آن عنوان نایب‌قهرمانی و مدال نقره به‌طور رسمی از او گرفته شد. اعتراض‌هایی که در پی این حرکت به کشتی‌گیران ایرانی شد موجب گشت تا ایران در دو دورهٔ بعدی مسابقات قهرمانی جهان در رقابت‌ها شرکت نکند.
محبی علاوه بر رقابت‌های قهرمانی متعدد جهان (۱۹۷۹، ۱۹۸۳، ۱۹۸۶ و ۱۹۸۷) که به دلیل عدم حضور ایران از دست داد، از حضور در دو المپیک ۱۹۸۰ مسکو و ۱۹۸۴ لس آنجلس نیز، در حالی‌که در اوج آمادگی قرار داشت، به دلیل تحریم مسابقات محروم شد. در بازی‌های آسیائی سئول ۱۹۸۶ نیز شکست او در دیدار فینال از عبدالمجید کشتی‌گیر پاکستانی از حوادث غیرمنتظره مسابقات بود. محبی از قهرمانان کشتی پهلوانی ایران هم بود و دو بار پهلوان اول ایران شد. برادر او محمدحسین محبی نیز از کشتی‌گیران ملی‌پوش ایرانی بود.

## عناوین ملی

### کشتی آزاد
- ۱۳۵۵ قهرمانی جوانان کشور… تهران … ۸۲ کیلو … اول … طلا
- ۱۳۵۶ قهرمانی جوانان کشور… تهران … ۸۲ کیلو … اول طلا

### کشتی پهلوانی
دو بار پهلوان اول ایران شد:
- ۱۳۶۳ کشتی پهلوانی … تهران … اول … طلا
- ۱۳۶۷ کشتی پهلوانی … اصفهان … اول … طلا

## مسابقات بین‌المللی

### المپیک
- ۱۹۷۶ المپیک … مونترال … ۸۲ کیلو … با دو باخت حذف شد.

### قهرمانی جهان
- ۱۹۷۷ جهانی … سویس … ۸۲ کیلو … ــ … ــ …
- ۱۹۸۱ جهانی … یوگسلاو … ۹۰ کیلو … چهارم ۷ امتیاز برای تیم … (یوگسلاوی)
- ۱۹۸۲ جهانی … ادمونتون … ۹۰ کیلو … چهارم ۷ امتیازبرای تیم … (کانادا)

### سایر مسابقات
- ۱۹۸۱ کاپ بین‌المللی … رومانی … ۹۰ کیلو … اول … طلا …(رومانی)
- ۱۹۸۳جام مدوید … مینسک … ۹۰ کیلو … اول … طلا … (روسیه)
- ۱۹۸۵ کاپ مجارستان … بوداپست … ۹۰ کیلو … اول … طلا …(مجارستان)
- ۱۹۸۶کاپ بین‌المللی مدوید … گومر … ۹۰ کیلو … سوم … برنز …(روسیه)
- ۱۹۷۵ قهرمانی جوانان جهان … لاس وگاس … ۸۲ کیلو … اول … طلا …(آمریکا)